# Jovan Kostovski
Jovan Kostovski est un footballeur international macédonien, né le 19 avril 1987 à Skopje, alors en Yougoslavie. Il évolue actuellement à Ethnikos Achna comme attaquant.

## Palmarès
- 1 fois champion de Macédoine en 2012 avec le FK Vardar Skopje